# 秀美金球魨
秀美金球魨為輻鰭魚綱魨形目四齒魨亞目四齒魨科的其中一種，為熱帶淡水魚，分布於亞洲泰國、馬來西亞及印尼淡水水域，體長可達10.6公分，棲息在底層水域，以昆蟲、種子、蝦子、魚鱗等為食，生活習性不明。

## 扩展阅读
維基物種上的相關：秀美金球魨